# 15e dynastie van Egypte
De 15e dynastie bestond niet uit inheemse Egyptenaren, maar uit vorsten die hekaw-khasut, de heersers van vreemde landen genoemd werden. De Griekse vorm van deze naam is Hyksos. Deze vreemdelingen waren Semieten die zich via de Sinaï geleidelijk in de oostelijke Nijldelta gevestigd hadden. Onder Sobekhotep IV (van de 13e dynastie) namen zij het gezag over en vestigden de stad Avaris. Vandaaruit breidden zij over een periode van zo'n vijftig jaar hun invloedssfeer uit tot aan Heliopolis. Hoewel zij nooit het zuiden geheel in handen kregen, wisten zij wel via de woestijn en de oases contact te leggen met de Koesjieten van Kerma, die hun bondgenoten werden. De inheemse vorsten die nog in Thebe regeerden (de 17e dynastie van Egypte) zaten ingeklemd tussen twee vijandelijke vorstendommen.
De Hyksosvorsten regeerden Egypte op deze manier ongeveer een eeuw lang en hoewel zij later als een grote ramp voor het land beschreven werden, was de 15e dynastie een tijd van innovatie en vreedzaam samenleven. Innovaties die geïntroduceerd werden in Egypte waren bronsbewerking, koperbewerking, een verbeterde versie van het pottenbakkerswiel, het verticale weefgetouw, nieuwe soorten groenten en fruit, het paard, de strijdwagen en diverse soorten wapens. 
Lange tijd heerste er vrede tussen Avaris en Thebe. Aan het eind van de regering van Apepi I begonnen de zuidelijke vorsten onder leiding van Ta'a II (Seqenenre) echter een campagne om de Hyksos te verdrijven. Uiteindelijk slaagden zij daarin tijdens de regering van Ahmose, rond 1539 v.Chr, en daarmee begon het Nieuwe Rijk. 

## Galerij

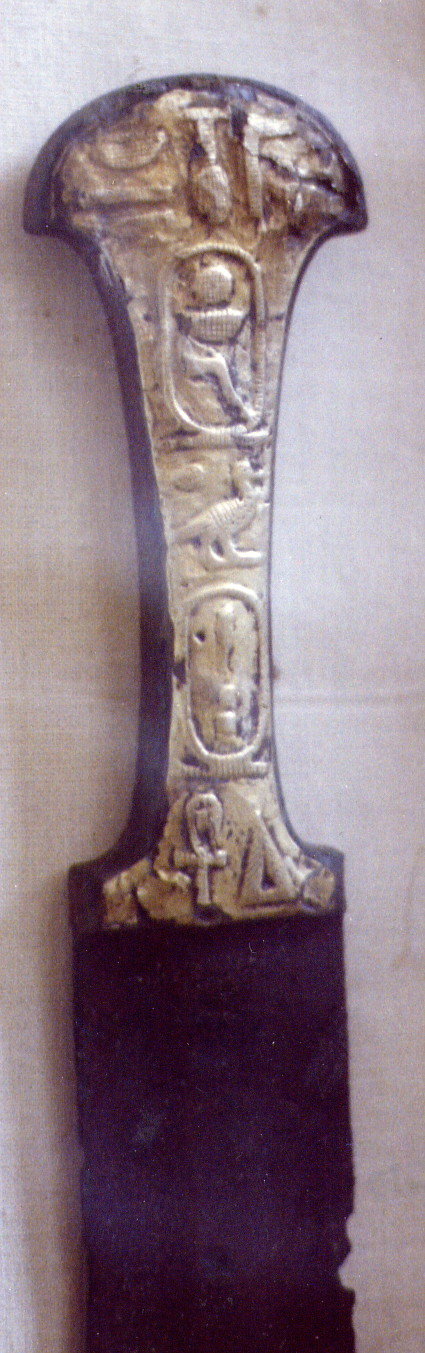
Dolk met de naam van Apepi I